# Rossio

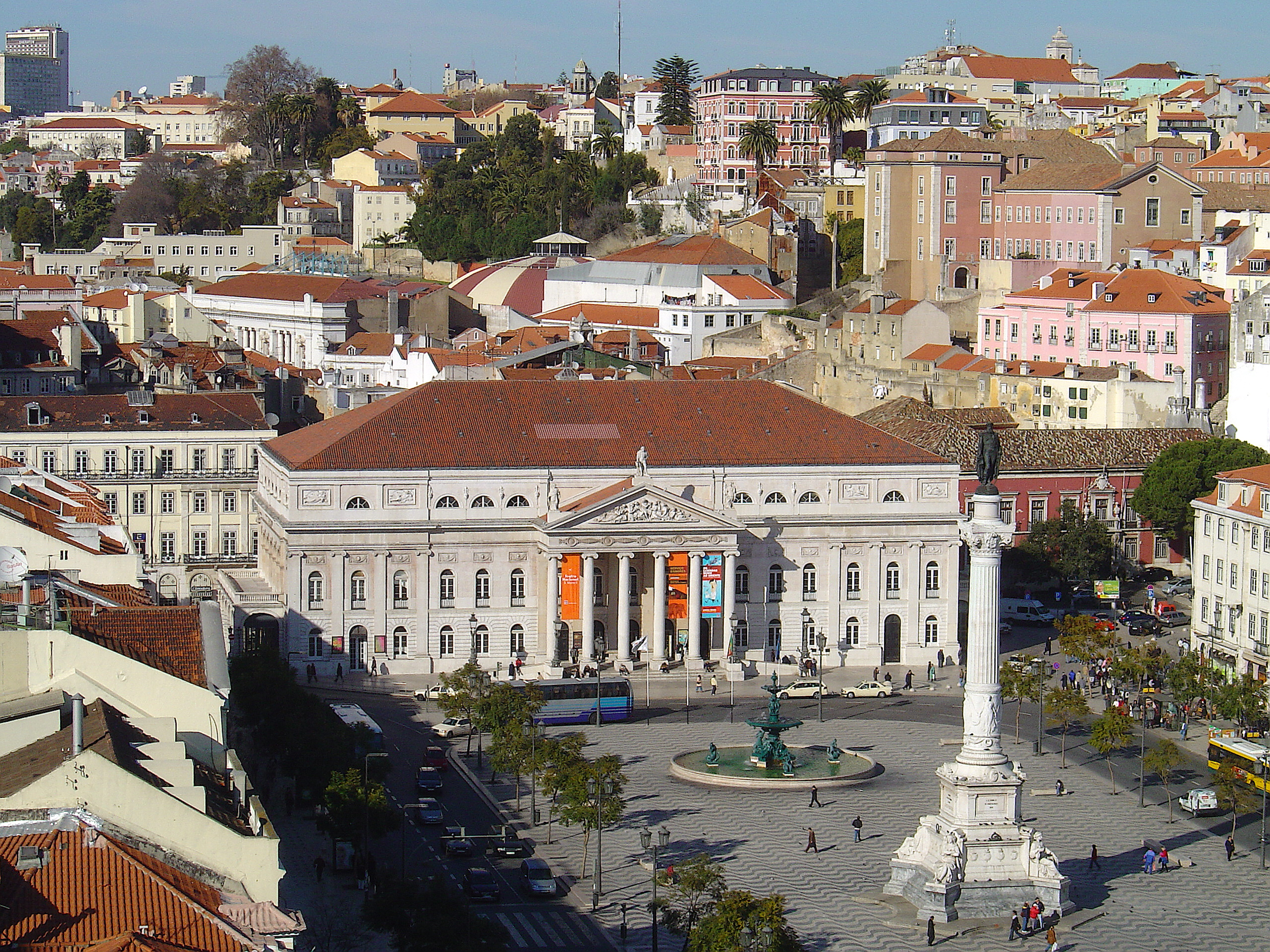
Zicht op het plein met de zuil en het theater.

Rossio is de populaire naam van het Pedro IV-plein in het centrum van Lissabon. Het is al sinds de Middeleeuwen een van de hoofdpleinen van de stad. Eerder stond het bekend als plaats voor executies, stierengevechten, demonstraties en als ontmoetingsplek.
De naam van het plein komt van de koning Peter I van Brazilië, die in de 19e eeuw koning was van Portugal. In het midden van het plein staat een zuil met een standbeeld van hem. Verder is er een grote fontein en kan men de Santa Justakerk in de noordoosthoek van het plein bezichtigen.